# Gottlob Berger
Gottlob Berger, född 16 juli 1896 i Gerstetten, död 5 januari 1975 i Stuttgart, var en tysk  SS-Obergruppenführer och general i Waffen-SS. Han var 1939–1945 chef för SS-Hauptamt, SS:s centrala myndighet. 

## Biografi
Berger deltog i första världskriget och dekorerades med Järnkorset av första klassen. Efter krigsslutet gick han med i en frikår och så småningom inträdde han i Sturmabteilung (SA). Efter de långa knivarnas natt den 30 juni 1934, då bland andra SA:s befälhavare Ernst Röhm mördades, gick Berger med i Schutzstaffel (SS). Han steg i graderna och utnämndes 1940 till chef för Waffen-SS:s rekryteringsstab.
Mot slutet av andra världskriget samarbetade Berger med Alfred Rosenberg, som 1941 hade utsetts till riksminister för de ockuperade områdena i öster. Berger var en av dem som hade ansvar för Generalplan Ost. Därtill ledde Berger organiserandet av paramilitära miliser i Polen. Han ledde styrkorna som slog ner det Slovakiska upproret i slutet av år 1944. Den 1 oktober samma år blev han chef för administrationen av Tysklands krigsfångar.

### Rättegång

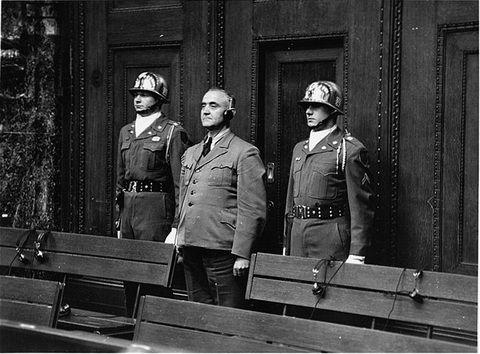
Gottlob Berger mottar sin dom i Nürnberg.

Efter kriget ställdes Berger och tjugo andra före detta tjänstemän vid olika ministerier och departement inför rätta vid den så kallade Ministerierättegången i Nürnberg. Domstolsförhandlingarna varade från den 6 januari till den 18 november 1948 och domarna avkunnades den 11 april 1949. Berger dömdes till 25 års fängelse för krigsförbrytelser. År 1951 reducerades strafftiden till 10 års fängelse, men han frisläpptes dock redan senare samma år.
Gottlob Berger avled 1975 i Stuttgart och begravdes i Gerstetten.

## Utmärkelser
Gottlob Bergers utmärkelser
- Krigsförtjänstkorsets riddarkors med svärd: 15 november 1944
- Tyska korset i silver
- Järnkorset av andra klassen: 26 november 1914
- Järnkorset av första klassen: 21 januari 1918
- Tilläggsspänne till Järnkorset av andra klassen
- Tilläggsspänne till Järnkorset av första klassen
- Krigsförtjänstkorset av andra klassen med svärd
- Krigsförtjänstkorset av första klassen med svärd: 1 juli 1941
- Såradmärket i silver: 18 juni 1918
- Ärekorset
- Fredriksorden med svärd: omkring november 1918
- Württembergska militärförtjänstmedaljen i guld: 21.05.1915
- Militärförtjänstkorsets riddarkors: 4 maj 1918
- Heliga kronorden (Ungern): 1 oktober 1942
- NSDAP:s partitecken i guld: 30 januari 1943
- Kung Zvonimirs kronorden storkors med svärd, stjärna och riddartitel: 12 juli 1943
- Hitlerjugends gyllene hedersutmärkelse med eklöv: 30 januari 1944
- Slovakiska krigssegerkorsets riddarkors: 20 september 1944
- NSDAP:s tjänsteutmärkelse i brons och silver
- Tyska Olympiska Hederstecknet av första klassen: 16 augusti 1936
- Finlands Vita Ros’ ordens kommendörskors: 1942
- SS Hederssvärd
- SS-Ehrenring (Totenkopfring)